# Phạm Thị Minh Hiền
Phạm Thị Minh Hiền (sinh ngày 16 tháng 11 năm 1978) là một nữ chính trị gia người Việt Nam. Bà hiện là đại biểu quốc hội Việt Nam khóa 14 nhiệm kì 2016-2021, thuộc đoàn đại biểu quốc hội tỉnh Phú Yên. Bà đã trúng cử đại biểu quốc hội năm 2016 ở đơn vị bầu cử số 1, tỉnh Phú Yên (gồm các huyện: Phú Hòa, Đông Hòa, Tây Hòa, Sơn Hòa và Sông Hinh được 188.939 phiếu, đạt tỷ lệ 55,04% số phiếu hợp lệ. Bà hiện là Đảng ủy viên Đảng bộ, Phó Giám đốc Sở Lao động, Thương binh và Xã hội tỉnh Phú Yên; Phó Ban trực Ban vì sự tiến bộ Phụ nữ tỉnh; Chủ tịch Hội đồng điều hành Quỹ Bảo trợ trẻ em tỉnh Phú Yên.

## Xuất thân
Phạm Thị Minh Hiền sinh ngày 16 tháng 11 năm 1978 quê quán ở xã Xuân Quang 3, huyện Đồng Xuân, Phú Yên.

## Giáo dục
- Giáo dục phổ thông: 12/12
- Đại học Luật
- Cao cấp lí luận chính trị

## Sự nghiệp
Bà gia nhập Đảng Cộng sản Việt Nam vào ngày 01/02/2002.
Bà hiện là Đảng ủy viên Đảng bộ, Phó Giám đốc Sở Lao động, Thương binh và Xã hội tỉnh Phú Yên; Phó Ban trực Ban vì sự tiến bộ Phụ nữ tỉnh; Chủ tịch Hội đồng điều hành Quỹ Bảo trợ trẻ em tỉnh Phú Yên.
Bà đang làm việc ở Sở Lao động, Thương binh và Xã hội tỉnh Phú Yên.

## Đại biểu Quốc hội Việt Nam nhiệm kì 2016-2021

### Nói về phân biệt luật pháp giữa người dân và đảng viên
Đại biểu Phạm Thị Minh Hiền (Phú Yên) nêu nghịch lý này khi thảo luận tại Quốc hội chiều 6-11 về phòng chống tội phạm, vi phạm pháp luật:
| “ | Những biệt thự, biệt phủ vẫn sừng sững và nhiều "củi tươi", "củi khô" vẫn an toàn sau những ồn ào, gây bức xúc xã hội. | ” |

| “ | Người dân vi phạm đều bị pháp luật xử lý, cán bộ gây sai phạm nghiêm trọng thì điều chuyển, vẫn an toàn sau lớp vỏ nghiêm túc kiểm điểm, rút kinh nghiệm, chịu trách nhiệm tập thể.Điều này dễ làm cho dân hiểu rằng áp dụng luật dành cho dân khác với cán bộ. | ” |

### Nói về Luật an ninh mạng
| “ | Tôi nói điều này là dựa trên cơ sở chúng ta đã từng rất sốc khi mới đây đã chứng kiến hàng loạt vụ khởi tố và bắt tạm giam những "tội phạm công nghệ cao" trong đường dây đánh bạc lớn nhất Việt Nam. Điều đáng nói là người được trao quyền phòng chống tội phạm công nghệ cao lại là người bao che, tiếp tay cho tội ác này. Đó là vụ án có thật, tội phạm lạm dụng chức vụ quyền hạn trong lĩnh vực này là có thật, bài học kinh nghiệm đã từng xảy ra rất gần trước mắt" | ” |